# Sicyodes limettaria
Sicyodes limettaria är en fjärilsart som beskrevs av Felder och Alois Friedrich Rogenhofer 1875. Sicyodes limettaria ingår i släktet Sicyodes och familjen mätare. Inga underarter finns listade i Catalogue of Life.